# Shanghai Titans
Gli Shanghai Titans sono una squadra di football americano di Shanghai, in Cina;  hanno vinto il titolo nazionale nel 2016.

## Dettaglio stagioni

### Tornei nazionali

#### Campionato

##### AFLC/CNFL
| Stagione | regular season | regular season | regular season | regular season | regular season | regular season | playoff | playoff | playoff | playoff | playoff | playoff          | playoff             |
|          | Vin            | Par            | Per            | Tot            | PF             | PS             | Vin     | Per     | Tot     | PF      | PS      | risultato        | avversaria          |
| -------- | -------------- | -------------- | -------------- | -------------- | -------------- | -------------- | ------- | ------- | ------- | ------- | ------- | ---------------- | ------------------- |
| 2013     | 2              | 0              | 1              | 3              | 74             | 54             | 0       | 1       | 1       | 12      | 22      | Semifinale       | Shanghai Warriors   |
| 2014     | 4              | 0              | 1              | 5              | 171            | 50             | 1       | 1       | 2       | 64      | 53      | Finale           | Shanghai Nighthawks |
| 2015     | 2              | 0              | 2              | 4              | 90             | 79             | 0       | 1       | 1       | 23      | 40      | Quarti di finale | Shanghai Warriors   |
| 2016     | 4              | 0              | 0              | 4              | 126            | 42             | 3       | 0       | 3       | 90      | 35      | Campioni         | Shanghai Nighthawks |
| 2017     | 4              | 0              | 0              | 4              | 158            | 30             | 2       | 1       | 3       | 83      | 44      | Finale           | Shanghai Warriors   |
| 2018     | 4              | 0              | 1              | 5              | 168            | 42             | 2       | 1       | 3       | 90      | 58      | Finale           | Shanghai Warriors   |
| 2019     | 4              | 0              | 0              | 4              | 140            | 17             | 2       | 1       | 3       | 98      | 48      | Finale           | Wuhan Berserkers    |
| 2020     | 2              | 0              | 2              | 4              | 76             | 78             | 0       | 1       | 1       | 0       | 48      | Wild Card        | Beijing Barbarians  |
| Totale   | 26             | 0              | 7              | 33             | 1003           | 392            | 10      | 7       | 17      | 460     | 348     |                  |                     |

Fonti: Enciclopedia del Football - A cura di Roberto Mezzetti

##### Torneo di Primavera
| Stagione | regular season | regular season | regular season | regular season | regular season | regular season | playoff | playoff | playoff | playoff | playoff | playoff          | playoff            |
|          | Vin            | Par            | Per            | Tot            | PF             | PS             | Vin     | Per     | Tot     | PF      | PS      | risultato        | avversaria         |
| -------- | -------------- | -------------- | -------------- | -------------- | -------------- | -------------- | ------- | ------- | ------- | ------- | ------- | ---------------- | ------------------ |
| 2021     | -              | -              | -              | -              | -              | -              | 0       | 1       | 1       | 18      | 42      | Quarti di finale | Hangzhou Smilodons |
| Totale   | -              | -              | -              | -              | -              | -              | 0       | 1       | 1       | 18      | 42      |                  |                    |

Fonti: Enciclopedia del Football - A cura di Roberto Mezzetti

### Riepilogo fasi finali disputate
| Anno             | Luogo | Evento              | Fase del torneo  | Incontro                              | Risultato |
| 7 dicembre 2013  |       | AFLC                | Semifinale       | Shanghai Warriors - Shanghai Titans   | 22 - 12   |
| 14 dicembre 2014 |       | AFLC                | Finale           | Shanghai Titans - Shanghai Nighthawks | 26 - 28   |
| 28 novembre 2015 |       | AFLC                | Quarti di finale | Shanghai Warriors - Shanghai Titans   | 40 - 23   |
| 14 gennaio 2017  |       | AFLC                | Finale           | Shanghai Titans - Shanghai Nighthawks | 28 - 6    |
| 13 gennaio 2018  |       | AFLC                | Finale           | Shanghai Titans - Shanghai Warriors   | 20 - 30   |
| 12 gennaio 2019  |       | AFLC                | Finale           | Shanghai Titans - Shanghai Warriors   | 34 - 40   |
| 11 gennaio 2020  |       | CNFL                | Finale           | Shanghai Titans - Wuhan Berserkers    | 13 - 36   |
| 28 novembre 2020 |       | CNFL                | Wild Card        | Beijing Barbarians - Shanghai Titans  | 48 - 0    |
| 24 aprile 2021   |       | Torneo di Primavera | Quarti di finale | Shanghai Titans - Hangzhou smilodons  | 18 - 42   |

## Palmarès
- 1 CNFL[1] (2016)